# Joan Fogassot
Joan Fogassot (Barcelona, c.1420 - Barcelona, c.1480) va ser un poeta i notari català del segle XV. Fou familiar de Joan II, i ambaixador reial. Vinculat al comerç i a l'estament mercader, va anar a la cort de Nàpols i a la cort del duc de Borgonya. Escriví obres d'actualitat política, com un destacat Romanç sobre la detenció del príncep de Viana, l'any 1461. O una obra en defensa de la Constantinoble cristiana després de la seva caiguda l'any 1453. També va escriure una dotzena de poemes amorosos. Possiblement va col·laborar en la redacció del Cançoner de l'Ateneu.